# آرثر أندروود
آرثر أندروود (21 سبتمبر 1927 في المملكة المتحدة - 29 يونيو 2016) (بالإنجليزية: Arthur Underwood)‏ هو لاعب كريكت بريطاني.

## وصلات خارجية
- آرثر أندروود على موقع إي آس بي آن كريك إنفو (الإنجليزية)